# 六榕寺

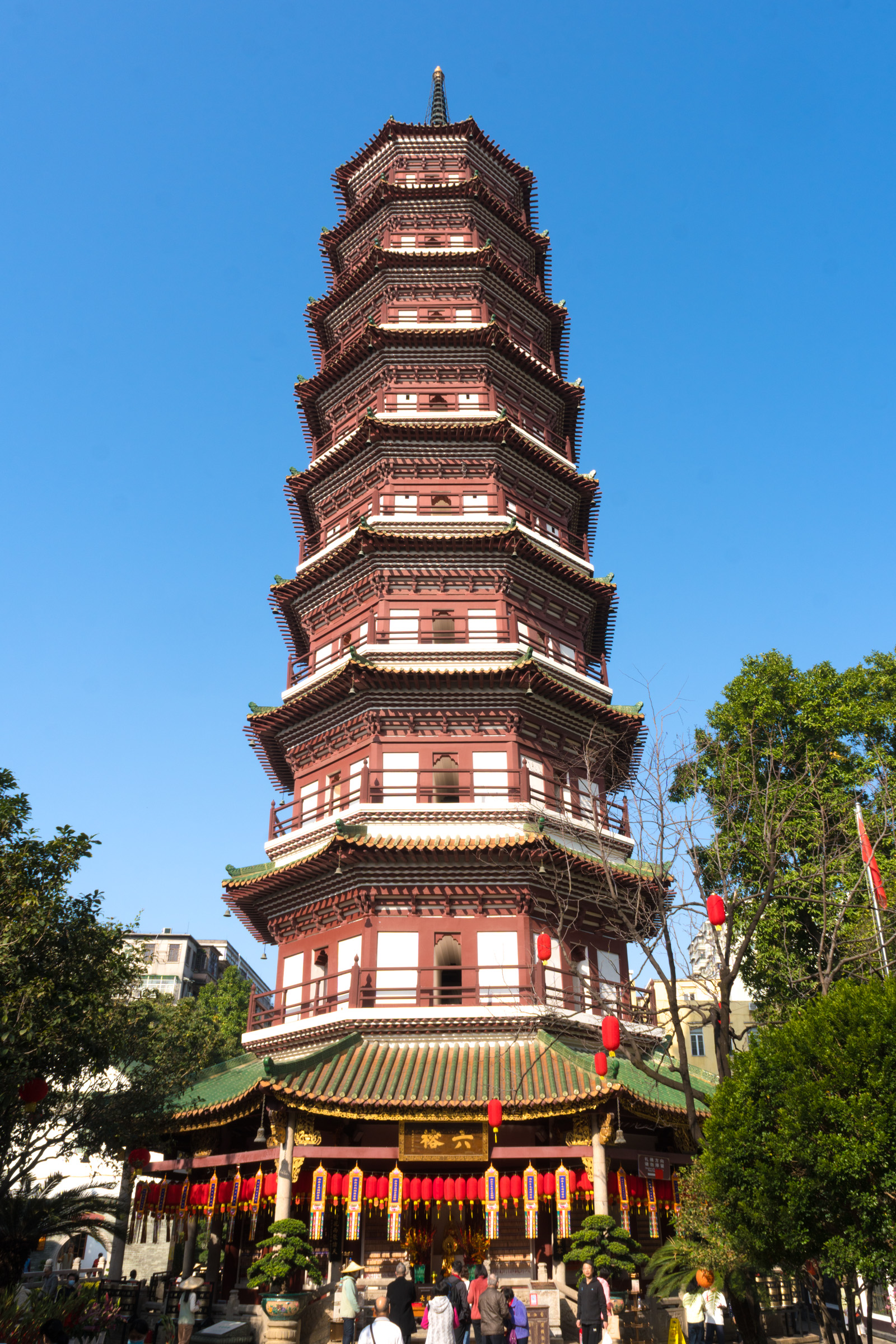
千仏塔

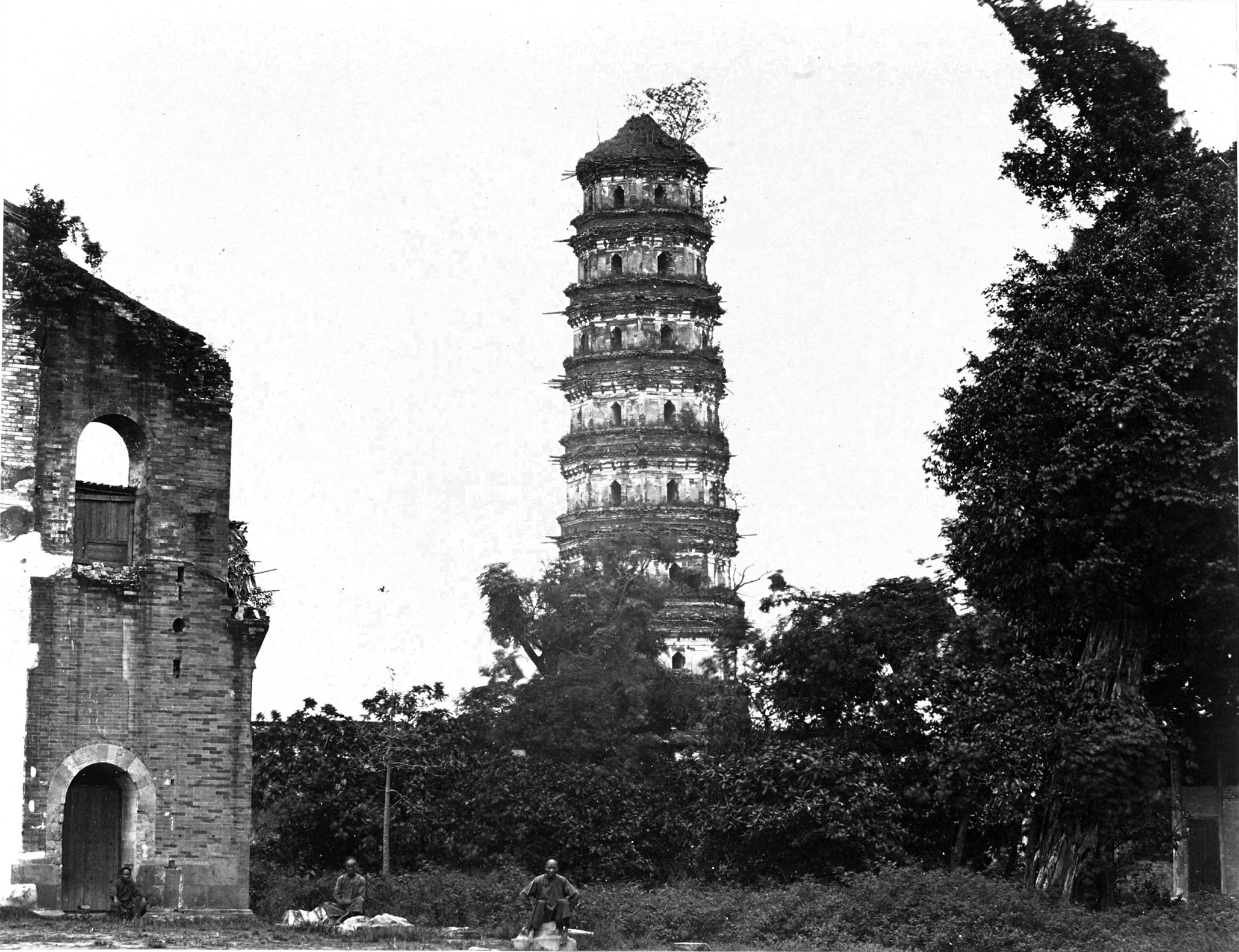
1863年

六榕寺（りくようじ）は、中華人民共和国広東省広州市越秀区にある仏教寺院。広州市内で最も古い建築物とされる「六榕花塔」が存在する。1997年、広州市の十大観光名所に選定されている。至近に広州将軍府があり、珍妃姉妹が幼年時代をすごした。

## 歴史
六榕寺は、南北朝時代の南朝梁の大同3年（537年）に広州に建設され、元々宝荘厳寺と呼ばれていたとされている。北宋の政治家で詩人、書家としても知られる蘇軾が、政争によって広州（当時の名称は恵州）に左遷された際に、この寺を訪れ、そこで彼が見た六本の榕樹の美しさを賞賛し、「六榕」と書いたことから、以後六榕寺と呼ばれるようになったと伝えられている。
六榕寺は北宋の時代に全焼した後、再建された。寺の中央に位置する「千仏塔」は紹聖4年（1097年）に建てられた。塔の外観が花弁が重なり合った花のようであること、塔の天辺が花弁に似ていること、また塔外面の色彩が豊かであることにちなんで「花塔」とも呼ばれる。花塔は当初正方形の基部だったが、紹聖4年の再建の際に、現在の八辺形の基部となった。明朝前期に起きた火災の後、洪武6年（1373年）に再び再建され、光緒25年（1900年）に復興した。

## 拝観料等
大人：5元、子供：無料、シニア料金：無料、団体は10人以上4元。
なお花塔に入るには別に10元掛かるが、花塔の最上階まで登ることができる。

## 逸話
六榕寺付近には在広州外国領事館が存在することから、広州を訪れ中国人の子供を国際養子として引き取ろうと考えている家族が、望み通りの養子をもらうために六榕寺の観音菩薩像に祈るという習慣がある。
座標: 北緯23度7分51.17秒 東経113度15分17.24秒 / 北緯23.1308806度 東経113.2547889度